# 谢维俊故居
谢维俊故居，位于耒阳市肥田乡肥美村1组毛冲庙，是中国工农红军将领谢维俊的故居，是衡阳市爱国主义教育基地，湖南省文物保护单位。

## 建筑概况
故居建于1908年，砖木结构，青瓦覆面，建筑占地面积420平方米。
2016年10月21日，耒阳市政府在故居举行了谢维俊烈士牺牲80周年举行谢维俊烈士铜像揭幕仪式，在故居前树立了谢维俊烈士铜像。